# May Edward Chinn
May Edward Chinn   (Great Barrington, 15 d'abril de 1896 - Nova York, 1 de desembre de 1980) fou la primera dona afroestatunidenca que es graduà com a metgessa en el Bellevue Hospital Medical College i la primera afroestatunidenca a fer la residència al Harlem Hospital Center. En la seua pràctica privada atengué pacients que d'una altra manera no podrien rebre tractament. Fou una forta defensora de la detecció primerenca del càncer.

## Primers anys i educació
May E. Chinn nasqué a Great Barrington, Massachusetts, el 15 d'abril de 1896. El seu pare, William Lafayette, era fill d'un esclau d'una plantació de Virgínia i en fugí a l'edat d'11 anys. La seua mare, Lulu Ann, filla d'un esclau i una nadiua chickahominy, treballà com a cuinera a la mansió de Long Island de la família de joiers de Tiffany. La família Tiffany encoratjà l'interés de Chinn per la música. Durant la seua adolescència assistí a concerts musicals a Nova York i aprengué a tocar el piano; acompanyava el cantant Paul Robeson a principis de la dècada de 1920. La família Tiffany també li ensenyà alemany i francés.
Sa mare, que valorava l'educació, estalvià prou diners per enviar-la a Bordentown School, un internat de Nova Jersey, fins que Chinn emmalaltí d'osteomielitis de la mandíbula. Romangué a Nova York després de la cirurgia, però era massa pobra per acabar la secundària. Malgrat no tenir el títol, feu l'examen d'ingrés al Columbia Teachers College i l'aprovà, i s'hi matriculà al 1917.
Chinn estudià música, una passió primerenca, fins que un professor es burlà de la seua ètnia, per considerar-la impròpia per interpretar música clàssica. Per aquesta època rebé moltes lloances per un article científic que escrigué sobre la disposició d'aigües residuals, per la qual cosa canvià la seua especialització científica. En el seu darrer any estava a temps complet com a tècnica de laboratori en patologia clínica, i completava els estudis a la nit per graduar-se amb una llicenciatura en Ciències al 1921. Estudia Medicina al Bellevue Hospital Medical College i s'hi graduà al 1926.

## Carrera
L'Institut Rockefeller estava disposat a oferir-li una beca de recerca fins que s'assabentà de la seua ètnia, mentre que el Harlem Hospital Center fou l'única institució mèdica a la ciutat que li oferí una residència. Chinn fou la primera dona afroestatunidenca que feu l'internat en aquest hospital i acompanyava els paramèdics en les ambulàncies. Finalment no se li va permetre exercir a l'hospital, per això decidí atendre pacients en la seua consulta i a domicili. Aquesta experiència la impulsà a realitzar un màster en Salut Pública a la Universitat de Colúmbia el 1933.
Després de graduar-se, Chinn es trobà que cap hospital li permetia exercir la medicina. L'Institut Rockefeller l'havia considerada per a una beca de recerca fins que descobrí que era negra. Amb el seu to de pell i el seu cognom, molts pensaven que era blanca o xinesa. Més endavant li comentà a Muriel Petioni, expresidenta de la Society of Black Women Physicians, que els treballadors negres la menyspreaven perquè suposaven que volia fingir que era blanca. El Harlem Hospital la deixà exercir el 1940, en part per la pressió de l'alcalde Fiorello La Guàrdia, que buscava la integració dels afroamericans arran dels disturbis de Harlem de 1935.
La Clínica Strang contractà a Chinn per dur a terme recerques sobre el càncer el 1944, i acabaria treballant-hi durant els següents 29 anys. La Societat d'Oncologia Quirúrgica la convidà a convertir-se'n en membre i, el 1975, creà una societat per promoure que les dones afroestatunidenques assistiren a l'escola de medicina. Mantingué la seua pràctica privada fins a l'edat de 81 anys. Mentre assistia a una recepció en honor d'un amic a la Universitat de Colúmbia, sofrí un desmai i va morir l'1 de desembre de 1980, als 84 anys.